# ПСР Б1919+21
ПСР Б1919+21 је пулсар са периодом од 1.3373 секунди и ширином пулса 0.04 секунде који припада сазвежђу Лисица (лат. Vulpecula). Ово је први радио пулсар икад откривен.

## Откриће
Радио сигнал врло правилног периода пулсирања од 1.337302088331 s по први пут је детектовала астрофизичарка Џослин Бел Бурнел 28. новембра 1967. године. Како у почетку није била позната природа извора, привремено је назван “Мали зелени човек 1” (енгл. LGM-1, од енгл. Little Green Man 1). Након што је откривен други пулсирајући извор у другом делу неба, хипотеза да је у питању сигнал из неке друге цивилизације је у потпуности одбачена. Томас Голд (енгл. Thomas Gold) и Сер Фред Хојл (енгл. Sir Fred Hoyle) су закључили да је овај објекат у ствари брзо ротирајућа неутронска звезда. Први званични назив који је додељен овом пулсару је ЦП 1919, а такође носи и назив ПСР Ј1921+2153.

## Контроверза око Нобелове награде
За откриће пулсара је 1974. године додељена Нобелова награда за физику Ентонију Хјуишу (енгл. Antony Hewish) и Мартину Рајлу (енгл. Martin Ryle). Међутим, иако је била једна од потписница рада и прва особа која је извршила прецизну анализу пулсара, Џослин Бел Бурнел је била изостављена од награде, што су јавно осудили многи астрофизичари.

## Поп култура
Насловница албума “Непозната задовољства” (енгл. Unknown pleasures) британског пост-панк бенда Џој дивижон (енгл. Joy Division) из 1979. године је слика на којој су приказани интензитети сукцесивних радио пулсева које емитује овај пулсар. Слика је преузета из Кембриџке енциклопедије о астрономији, с тим што је извршена инверзија боја (у оригиналу је позадина била бела).